# خوان كارلوس فيرايرا
خوان كارلوس فيرايرا (بالإسبانية: Juan Carlos Ferreyra) هو لاعب كرة قدم أرجنتيني في مركز الهجوم، ولد في 12 سبتمبر 1983 في مدينة سان رافائيل، مندوزا في الأرجنتين. لعب مع أوليمبيا أسونسيون وبوتافوغو ريغاتاس وجيمناسيا لابلاتا وخيمناسيا إسغريما دي ميندوزا وديبورتيفو كالي ونادي ألميرانته براون ونادي برشلونة ونيولز أولد بويز ويونيون إسبانيولا.

## وصلات خارجية
- خوان كارلوس فيرايرا على موقع قاعدة بيانات كرة القدم.إي يو (الإنجليزية)
- خوان كارلوس فيرايرا على موقع Soccerway.com (الإنجليزية)
- خوان كارلوس فيرايرا على موقع AS.com (الإسبانية)